# История Арубы

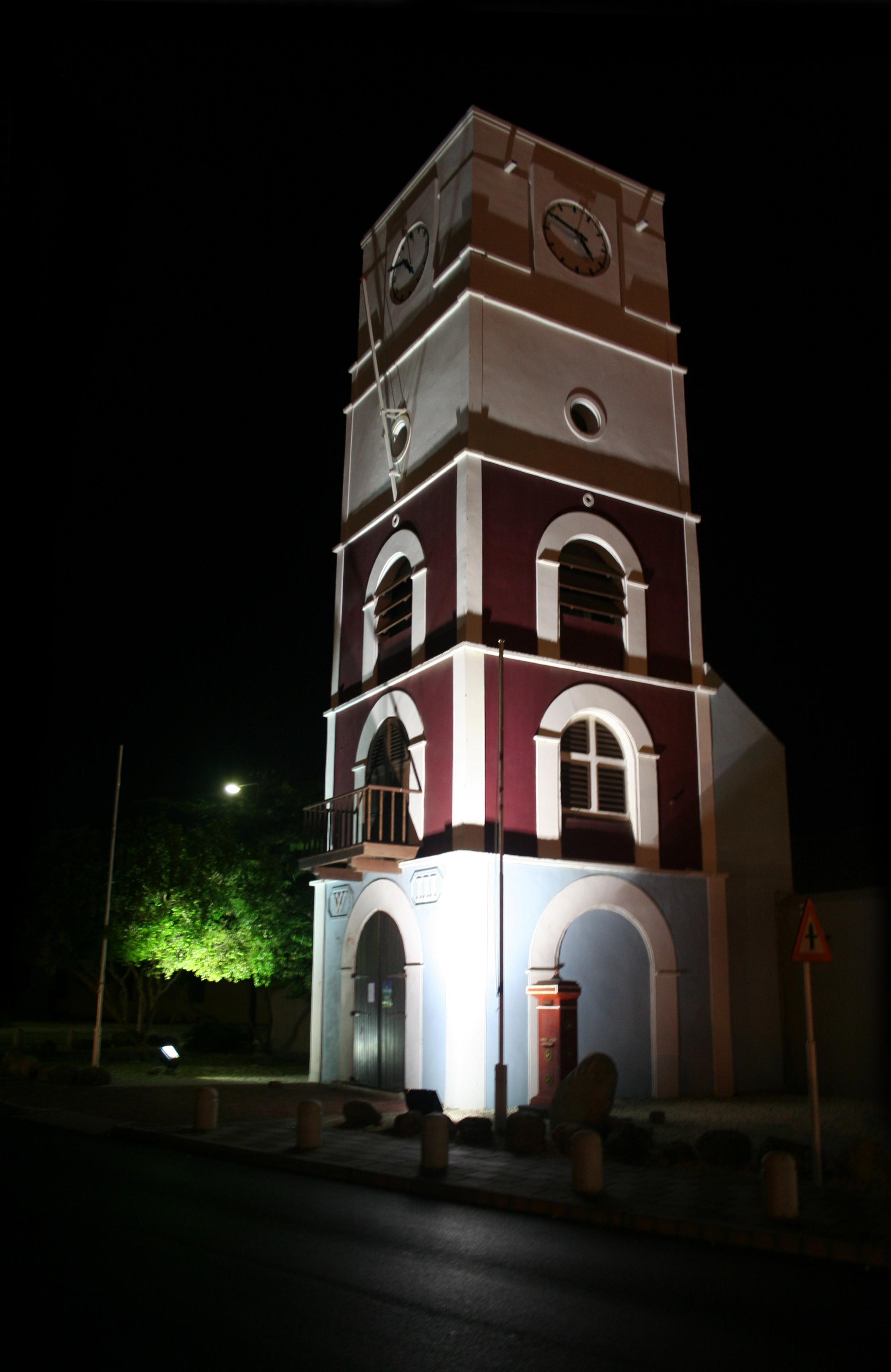
Башня «Виллем III» форта Заутман. Ораньестад, Аруба.

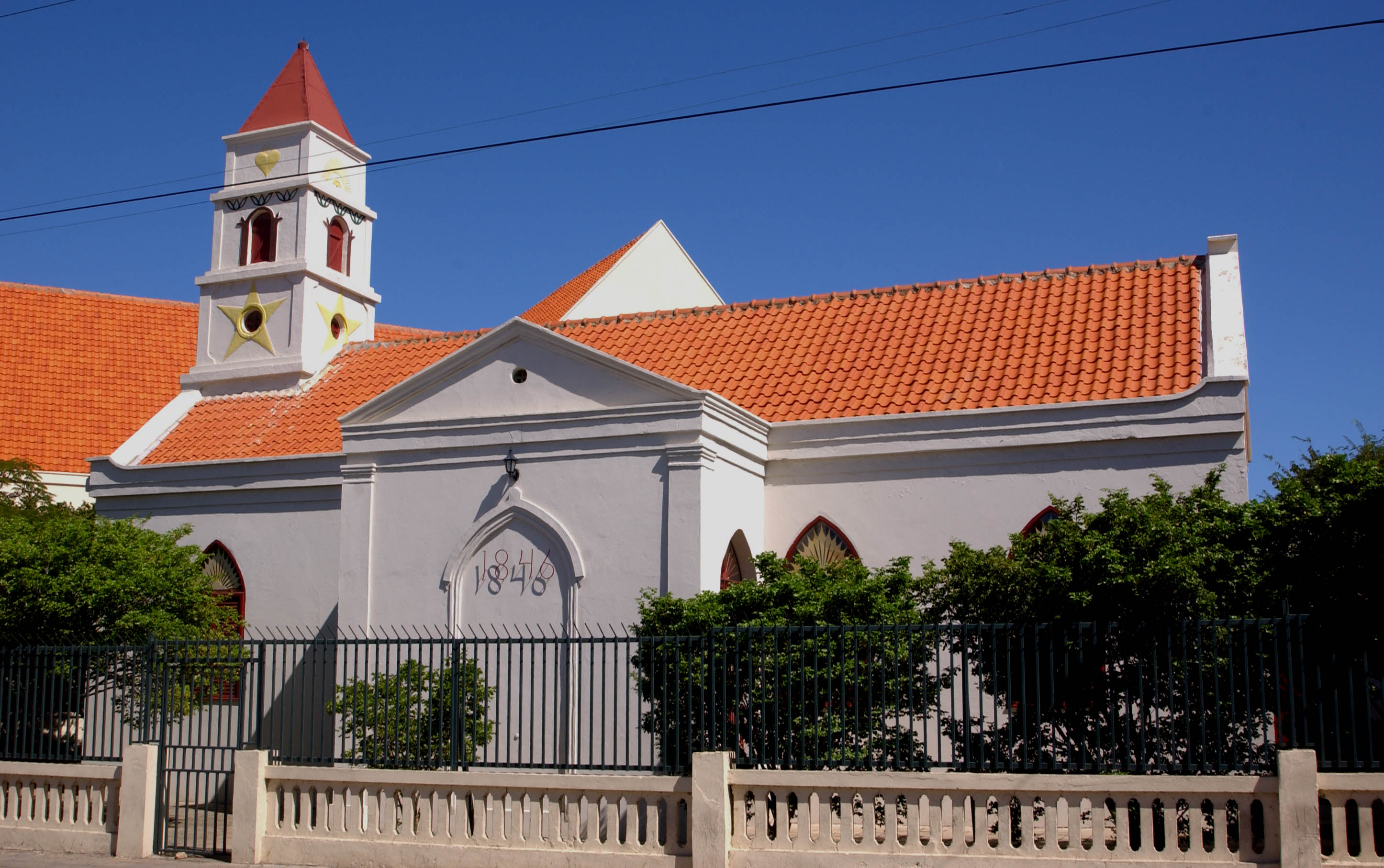
Старая протестантская церковь, построенная в 1846 году, отреставрирована в 1948 году.

## Доколониальный период
В доколониальный период остров сначала населяли индейцы какетио, позже — карибы. Самые ранние индейские поселения на острове датируются IX веком (не раньше 1000 года). В музее истории Арубы и Археологическом музее Ораньестада представлены индейские гончарные изделия; в национальном парке Арикок имеются наскальные рисунки и петроглифы.

## Колония Испании
Первым европейцем, посетившим Арубу в 1499 году, был испанский мореплаватель Алонсо де Охеда. По легенде, он назвал открытый им остров Оро Хубо, что переводится с испанского как здесь золото; современное же название «Аруба» восходит корнями к индейскому аравакскому слову oibubai, что означает «направлять»; по другой версии — от индейского «ora» («раковина») и «oubao» («остров»). Впервые обозначен на карте как Оруа. Земли острова испанцами практически не использовались, выращивать сельскохозяйственные культуры было невозможно, так как климат острова был засушливым. Обнаружив малейшие признаки месторождений золота, они принялись за его поиски. Не найдя золота, испанцы покинули остров. Аруба стала пристанищем пиратов, грабивших корабли, шедшие в Европу из Вест-Индии.

## Колония Голландии
Лишившись Сен-Мартена, в 1636 году голландцы захватили испанскую Арубу (а также Кюрасао и Бонайре), пытаясь тем самым расширить своё присутствие в регионе. Аруба вошла в состав колонии Нидерландские Антильские острова. С 1799 по 1802 года остров был оккупирован Великобританией. 
В 1805 году (или в 1804) во время Наполеоновских войн Аруба была вновь на короткое время захвачена англичанами, но в 1816 году была возвращена голландцам. В 1824 году, когда близ Буширибаны было обнаружено месторождение золота, на острове началась золотая лихорадка, продолжавшаяся вплоть до 1916 года, когда золото добывать уже стало невыгодно. В 1859 году было обнаружено месторождение фосфатов.

### XX век
В 1924 году на острове была обнаружена нефть, в 1929 году на Арубе был построен один из самых больших в мире нефтеперерабатывающих заводов. В 1985 году завод был закрыт в связи с мировым перепроизводством нефти, однако в 1991 году переработка нефти была возобновлена. В 1947 году открывается завод по производству алоэ. Синт-Николас стал главным коммерческим центром на острове. 
Хартией 1954 года были созданы необходимые условия для установления отношений между колонией и Королевством Нидерландов. В 1971 году была основана партия «Народное движение за выборы», целью которой является достижение независимости и выход из состава Нидерландских Антильских островов. В 1977 году проведён референдум, на котором 82 % избирателей высказались за независимость и выхода из состава Нидерландских Антилл. 1 января 1986 года, согласно соглашению, подписанному правительством Нидерландов в 1983 году, Аруба выходит из состава Нидерландских Антильских островов, получив автономный статус в составе Королевства Нидерландов.  В последнее десятилетие XX века на острове началось развитие туристической индустрии. Движение за полную независимость было остановлено в 1990 году прерогативой короны. Согласно Гаагской конвенции 1994 года предоставление полной независимости Арубе откладывается. В 1996 году Аруба входит в список главных транзитных государств.
После начала конфликта между правящей Народной партией Арубы (нидерл. Arubaanse Volkspartij) и Арубской либеральной организацией (нидерл. Organisashon Liberal Arubano), дата проведения выборов была перенесена с июля 1998 года на более ранний срок — декабрь 1997 года. Однако, результаты выборов были неясны. Партия «Народное движение за выборы», Арубская народная партия и Арубская либеральная организация набрали одинаковое количество голосов. После неудавшихся переговоров между руководителями партий «Народное движение за выборы» и Народной партии Арубы, последняя и Арубская либеральная организация образовали новую правительственную коалицию, партия «Народное движение за выборы» стала оппозиционной.
В 2000 году Организация экономического сотрудничества и развития включает Арубу в список «35 некооперативных стран с низкими налогами», однако позже этот факт опровергается и ОЭСР исключает её из списка.

### XXI век
В сентябре 2001 года оппозиционная партия «Народное движение за выборы» победила на свободных выборах, набрав 12 из 21 места, и сформировала новый однопартийный парламент. Вследствие победы на выборах, вопрос о создании коалиции с другими партиями так и остался открытым. В 2003 году страна заключает с США соглашение, согласно которому все незаконно полученные деньги легализируются. В октябре 2009 года после победы Народной партии Арубы на выборах в парламент, премьер-министром государства становится Майк Эман, партия «Народное движение за выборы» теряет все места в парламенте.